# Enric de Duran i de Duran
Enric de Duran i de Duran (Barcelona, 1840 - ibídem, 1 de juny 1894) fou un aristòcrata i polític barceloní, alcalde de Barcelona durant la restauració borbònica.
Fill de Rafael Maria de Duran i de Ponsich (1801-1876) i de Josepa de Duran i de Valcarce, pertanyia a una família de comerciants barcelonins ennoblits. El 1859 es va casar amb Mercè de Brichfeus i de Prat.
Com a representant de l'Agrupació de la Noblesa barcelonina va signar del manifest de la Liga de Orden Social. Fou escollit regidor a l'ajuntament de Barcelona en 1875 i 1877 pel Partit Conservador, partit amb el qual assolí el càrrec d'alcalde de Barcelona de juny de 1879 a març de 1881.